# Trätzhof
Trätzhof ist ein Dorf im osthessischen Landkreis Fulda, es wurde 1972 zum Fuldaer Stadtteil Maberzell/Trätzhof.

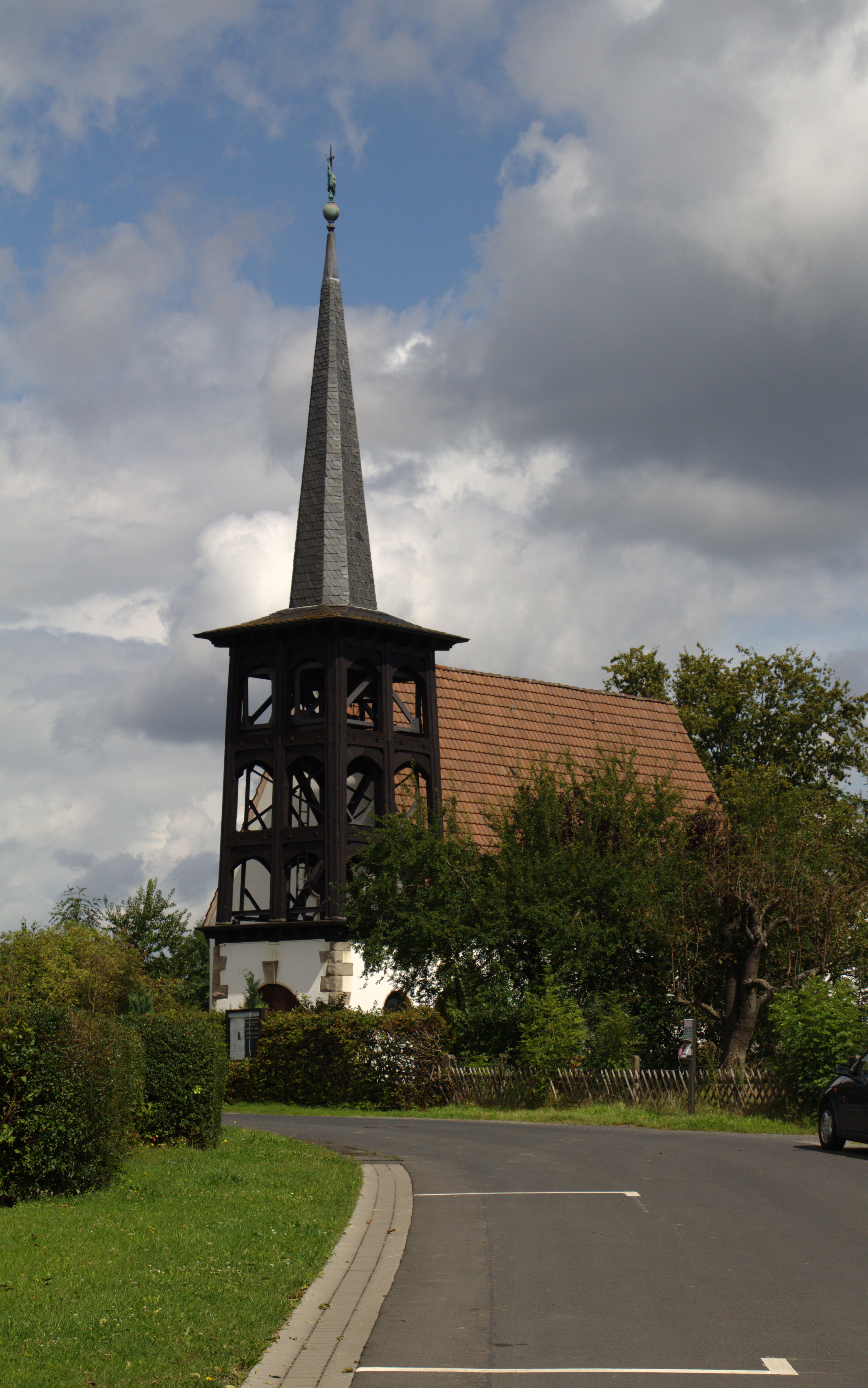
Die evangelische Matthäuskirche

## Geschichte
Auf dem Ortsgebiet befand sich vor 1938 eine Domäne (früher im Besitz des Fuldaer Jesuitenkollegs). Im Jahr 1938 wurden hier Landwirte aus Dalherda angesiedelt, die wegen der Anlegung des Truppenübungsplatzes Wildflecken durch die Nationalsozialisten ihr Dorf in der Rhön verlassen mussten.
Rund 220 der ehemals 1000 Einwohner Dalherdas sollen sich seinerzeit für die Umsiedelung auf den Trätzhof und damit für den Umzug aus der Rhön in die Nähe der Stadt Fulda entschieden haben. Die ersten 30 Häuser in dem neuen Dorf glichen sich in ihrer Architektur und ermöglichten denjenigen, die Landwirtschaft in Dalherda betrieben hatten, dies weiterhin zu tun. Sie bekamen Wiesen und Felder in einer Größe von ein bis fünf Hektar zugewiesen. Bis Ende des Jahres 1938 wurden 32 Familien umgesiedelt, die allerdings unfertige Häuser vorfanden, in denen die Bauarbeiten noch nicht abgeschlossen waren. Ebenso waren die Straßen noch unbefestigt.

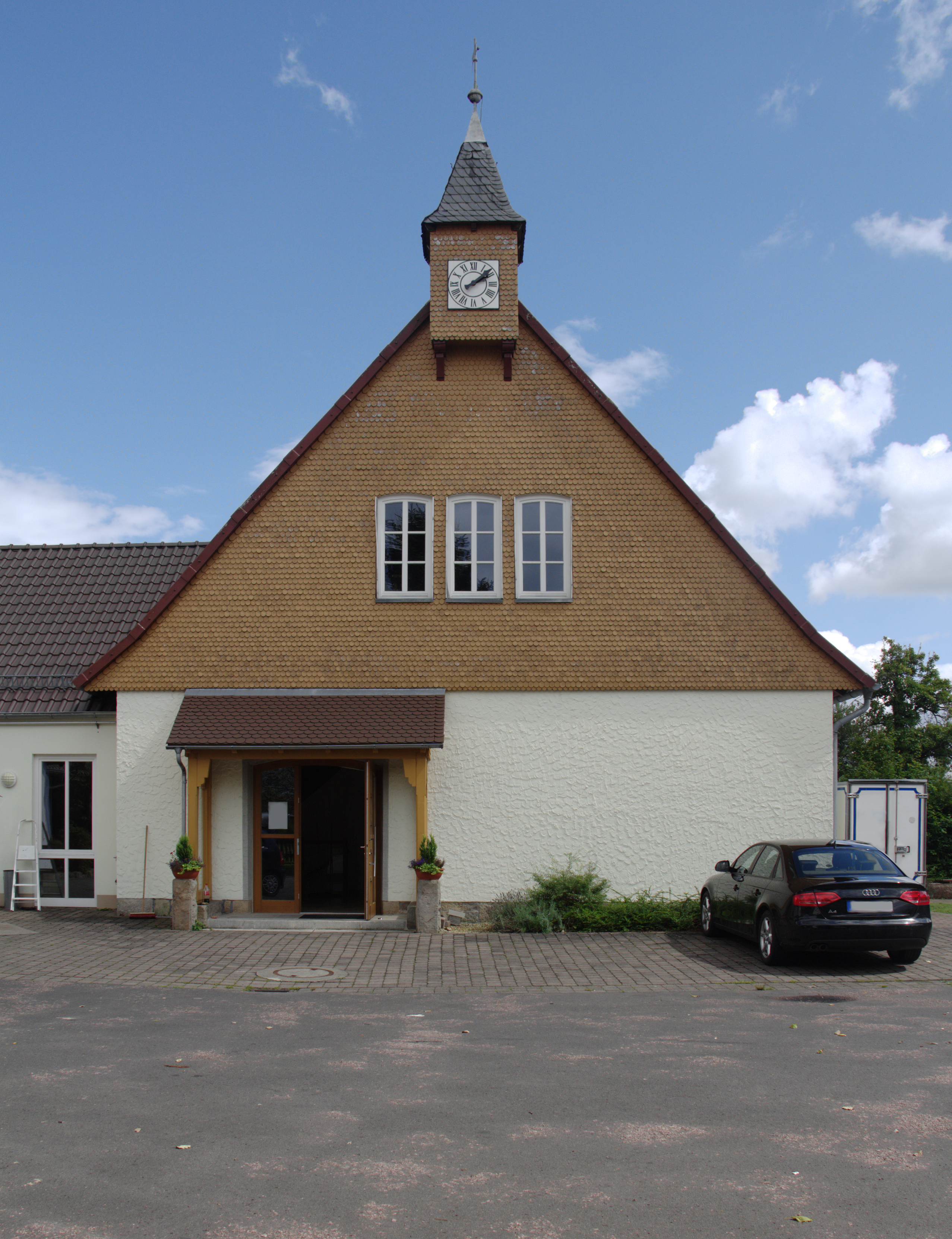
Das Dorfgemeinschaftshaus

Im Laufe der Jahre verändert sich das Ortsbild grundlegend. So wurde eine Schule gebaut. Kriegsbedingt erhielt dieser jüngste und wegen der Herkunft seiner Bewohner einzige Ortsteil mit evangelischer Mehrheitsbevölkerung erst 1956 eine Kirche – die Matthäuskirche. Bis 2013 ist Trätzhof von 32 auf 93 Wohnhäuser angewachsen, ohne seinen dörflichen Charakter zu verlieren. Heute leben dort 350 Einwohner.

## Religion
Evangelisch
Die Evangelische Kirchengemeinde in Fulda-Trätzhof war bis Ende 2019 eine Vikariatsgemeinde der Versöhnungskirche Fulda am Aschenberg. Sie zählt zum Kirchenkreis Fulda der Ev. Kirche von Kurhessen-Waldeck. Seit 1. Januar 2020 bilden beide Kirchen zusammen die Evangelische Kirchengemeinde Versöhnungskirche-Matthäuskirche Fulda, welche gemeinsam rund 3200 Gemeindemitglieder zählt. Matthäuskirche und Gemeindehaus stehen in der Trätzhofstr. 30.
Katholisch
Die Katholischen Christen gehören zur Kath. Pfarrei Heilig-Kreuz in Maberzell die zum Bistum Fulda zählt.